# Sycon lendenfeldi
Sycon lendenfeldi är en svampdjursart som beskrevs av R.W. Harold Row och Hozawa 1931. Sycon lendenfeldi ingår i släktet Sycon och familjen Sycettidae.
Artens utbredningsområde är havet kring Australien. Inga underarter finns listade i Catalogue of Life.